# Андронніков Максиміліан Олександрович
Максиміліа́н Олекса́ндрович Андро́нніков (рос. Максимилиан Александрович Андронников), відомий під псевдонімом «Цезар» — російський військовий, який командує та виступає як прес-секретар Легіону «Свобода Росії». Він також є членом З'їзду народних депутатів під керівництвом Іллі Пономарьова.

## Біографія
Андронніков народився 19 березня 1974 року в Сочі, Російській РФСР. За його власними словами, він має освіту в галузі педагогіки та працював тренером у місті Санкт-Петербург.
Раніше Андронніков був членом ультранаціоналістичного Російського імперського руху (РІМ), організації, що виступає публічно проти Володимира Путіна, але водночас має взаємодію з проросійськими бойовиками в конфлікті на Донбасі. Член РІМ, який знайомий з Андронніковим, повідомив, що він залишив цю організацію перед початком російсько-української війни у 2014 році.
Андроннікова також запрошували як свідка у справі 2012 року про можливий військовий переворот, який, за підозрюваннями, планували кілька осіб під керівництвом Володимира Квачкова в Єкатеринбурзі. Андронніков, який на той час очолював петербурзький «військово-патріотичний клуб», не був звинувачений у цій справі.
У лютому 2022 року, коли розпочалася повномасштабна російська агресія проти України, Андронніков, який на той момент працював тренером зі стрільби з лука, швидко приєднався до боротьби на українському фронті. На початку 2023 року він заявив, що його головною метою є зміна влади в Росії та визначив свою позицію під час розмови перед рейдом 2023 року, коли зазначив, що воював під містом Бахмут.
В червні 2024 році брав участь у бойових діях під Вовчанськом в Харковській області.

## Погляди
Цезар, колишній учасник Російського імперського руху, описав себе як правого націоналіста, проте зауважив, що у легіоні «Свобода Росії» «ми прихильні до поміркованих центристських поглядів».